# Ponto de combustão
Ponto de combustão é a temperatura mínima necessária para que um combustível desprenda vapores ou gases combustíveis que, combinados com oxigênio do ar e em contato com uma chama ou centelha (agente ígneo) externa, se inflamam; e mantém-se queimando, mesmo com a retirada do agente ígneo, face à quantidade de vapores liberados àquela temperatura, bem como o aumento da temperatura provocada pela queima.